# فيلدورن
فيلدورن (بالإنجليزية: Wildhorn)‏ هو أحد جبال سلسلة جبال الألب البرنية ويقع في كانتون برن/كانتون فاليز في سويسرا. يحتل المرتبة رقم 112 في قائمة جبال سويسرا من حيث الارتفاع، إذ يبلغ ارتفاعه حوالي 3248 متر، بينما يبلغ ارتفاع نتوء الجبل 978 متر، هذا وقد سجل أول وصول لقمة الجبل عام 1843.